# Пашковский сельсовет (Могилёвская область)
Па́шковский сельсовет (бел. Па́шкаўскі сельсавет) — административная единица на территории Могилёвского района Могилёвской области Республики Беларусь. Административный центр — деревня Новое Пашково.

## История
Образован 20 августа 1924 года.

## Состав
Включает 18 населённых пунктов:
- Волоки — деревня
- Гаи — деревня
- Горяны — деревня
- Грибачи — деревня
- Жуково — деревня
- Заболотье — деревня
- Застенки — деревня
- Лужки — деревня
- Новое Пашково — деревня
- Новосёлки 1 — деревня
- Новосёлки 2 — деревня
- Присно 1 — деревня
- Присно 2 — деревня
- Речки 1 — деревня
- Речки 2 — деревня
- Софиевка — деревня
- Старое Пашково — деревня
- Хатки — деревня

Упразднённые населённые пункты:
- Казимировка — деревня (включена в городскую черту Могилёва)
- Сараканайск — поселок (включён в городскую черту Могилёва)